# Geschiedenis van Irak

Vlag van Irak

De geschiedenis van Irak voert zo'n 10.000 jaar terug.
Eerdere benamingen waren Soemerië en Akkad, Chaldea, Babylonië en het Tweestromenland, Mesopotamië.

## Prehistorie en Oudheid
Het huidige Irak maakt deel uit van de zogenaamde Vruchtbare Sikkel, het gebied in het Midden-Oosten waar rond 8500 v.Chr. de landbouw voor het eerst is ontstaan. Met name in het noorden en het oosten ontwikkelde zich hier landbouw. De later zeer vruchtbare stroomvlaktes van de rivieren Eufraat en Tigris werden pas na de introductie van irrigatie rond 6000 v.Chr. geschikt voor landbouw.

### Soemerische stadstaten
Verschillende stadstaten hadden kleine rijkjes verspreid over Mesopotamië: Kish, Uruk, Ur, Lagash, Mari, Ebla.
Als geschiedenis gedefinieerd wordt als de studie van beschreven bronnen, is de geschiedenis van Irak de oudste ter wereld, aangezien het schrift voor het eerst in dit gebied ontwikkeld werd, zo rond 3000 v.Chr.. (Al ontwikkelde in Egypte zich onafhankelijk eveneens rond die tijd een schrift, en waren andere gebieden in de wereld later). Het Soemerische spijkerschrift op kleitabletten werd gebruikt voor boekhoudkundige en administratieve taken. Met name in de stad Uruk zijn veel kleitabletten opgegraven.

### Akkadische Rijk
Rond 2330 v Chr. noemt Sargon de Grote zich  "koning van Sumer en Akkad". Het bergvolk der Goetaeërs maakte aan de Akkadische staat een eind (2150 v Chr.)

### De derde dynastie van Ur
Rond 2120 v.Chr. wist de Sumerische vorst Utu-Khegal van Uruk zijn voet op de nek van Tiriqan, de laatste Guti-vorst te zetten. Zelf werd hij echter door de rivier meegesleurd en er ontstond chaos. De macht werd uiteindelijk overgenomen door Ur-Nammu, gouverneur van Ur. Hiermee begon de Neo-Sumerische bloeitijd onder de Derde dynastie van Ur (Ur III), een dynastie die van ca 2112-2004 zou regeren. Ur-Nammu is vooral bekend van de ziqqurats die hij in verschillende steden oprichtte. Zij stonden waarschijnlijk model voor het verhaal van de toren van Babel in de Bijbel (Gen 11:4).

#### De val van Ur
In het vijfde jaar van de laatste koning van Ur, Ibbi-Sin (2023), kwam zijn gouverneur Ishbi-Irra in opstand. Met hulp van de Amorieten (de Mur.tu of Amurru uit de Bijbel) in het Westen en de Elamieten in het Oosten, verdreef hij de koning en stichtte zijn eigen staat Isin (2017).  Ibbi-Sin probeerde nog een bondgenootschap met de Amorieten te smeden, maar in 2004 werd zijn prachtige hoofdstad, ondanks muren "zo hoog als een berg", ingenomen. De koning stierf in gevangenschap in Elam.

### Het land valt uiteen

Mesopotamia in the time of Hammurabi

Elam werd al snel weer verdreven uit Sumer, maar de Semieten bleven. Zij gingen al gauw over op het Akkadisch, een verwante taal, maar het Sumerisch zou allengs verdrongen worden. Na de val van Ur was het land verdeeld in een aantal vorstendommen. Isin en Larsa in het zuiden, het opkomende Assur en Eshnunna in het noorden. De tijd van Isin en Larsa duurde zo'n twee eeuwen, van 2000-1800 en werd gekenmerkt door onophoudelijke rivaliteit tussen de machtcentra.

#### Oud-Assyrische Rijk
Het Assyrische Rijk was het rijk van 2000 v.Chr. - 612 v.Chr. rond de stad Assur in Mesopotamië. Het was oorspronkelijk een verzameling stadstaten, maar in de laatste eeuwen van haar bestaan had het één centraal geleide regering.

#### Oud-Babylonische Rijk
Uit een van de groepen Amorieten die opnieuw uit het westen Irak binnentrokken ontstond een nieuw vorstendom, dat van Babylon. Zij kozen het oude Sumerische Kadingirra als hun hoofdstad en hernoemden het Bab-ilani. Het betekent de poort de goden in beide talen. De nieuwkomers namen al snel de Akkadisch-Sumerische cultuur over. Hun taal werd het Akkadisch, maar de godenwereld en de mythologie was Sumerisch en ook de oude Sumerische kleitabletten bleven bestudeerd en gekopieerd worden.
De Babylonische vorst Hammurabi zou uiteindelijk de eenheid van het land herstellen.

### Kassieten
.

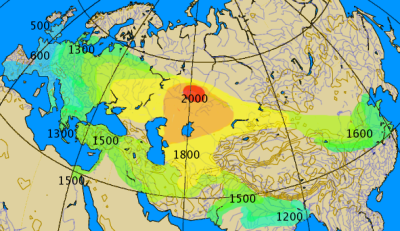
Benaderende historische kaart met de verspreiding van de strijdwagen met spaakwielen, 2000–500 BC

Wat er gebeurde tussen 1750 en 1350 v.Chr. is voer voor archeologen. Men gaat ervan uit, dat grote tektonische activiteit (bv. het opdrogen van de rivier de Ghaggar-Hakra of de Minoïsche uitbarsting) het einde betekende van de vroege culturen (Mesopotamië, Indusbeschaving, Oude-Egypte, Minoïsche beschaving). Andere heersers kwamen aan de macht, de Kassieten in Irak, de Hurrieten in Iran, de Hettieten in Anatolië en de Hyksos in Egypte, de Arische invasie in India. Wat opvalt, is dat dit gelijkloopt met de verspreiding van de strijdwagen met spaakwielen.
Na de dood van Hammurabi begon het koninkrijk Babylon in verval te geraken en er kwamen vele opstanden. Degenen die daarvan profiteerden, waren een buurvolk, de Kassieten. Zij namen Irak over en regeerden wat zij Karduniaš noemden. Lange tijd heeft men neergekeken op de Kassieten, maar daar is in de laatste decennia verandering in gekomen. We moeten zeker de latere Kassieten niet als 'barbaren' zien. Zij zorgden voor rust en stabiliteit en legden de grondslag voor de latere bloei onder de Assyriërs en Neo-Babyloniërs. De Kassieten creëerden een landelijke adel, die los stond van de stadstaten die tot dan toe eindeloos om de hegemonie gestreden hadden en verenigden daarmee het land. De meest bekende Kassieten-vorst is Burnaburiaš II.

### Midden-Assyrische Rijk
Na invasies van de Hettieten en een overheersing door de Mittani herrees Assyrië uit zijn as.

### Nieuw-Assyrische Rijk
Het Nieuw-Assyrische Rijk is de derde en laatste bloeiperiode van het Assyrische Rijk, die ruwweg begint rond 900 v.Chr. en voorgoed eindigt in 609 v.Chr.
Assurbanipal veroverde Egypte tot aan Thebe (ca. 667-664 v.Chr.). Zijn rijk strekte zich uit van Noord-Egypte tot Perzië.

#### Val van Nineve
Na de dood van Assurbanipal verviel het immense in rijk in een burgeroorlog. Dit maakte de kans schoon voor Babylon en Perzië  om zich af te scheuren. Nabopolassar van Babylon smeedde een coalitie met Meden, Scythen en Cimmeriërs. Na vier jaar bittere strijd viel het Assyrische rijk en werd Nineve met de grond gelijk gemaakt (612 v. Chr.).

### Nieuw-Babylonische Rijk

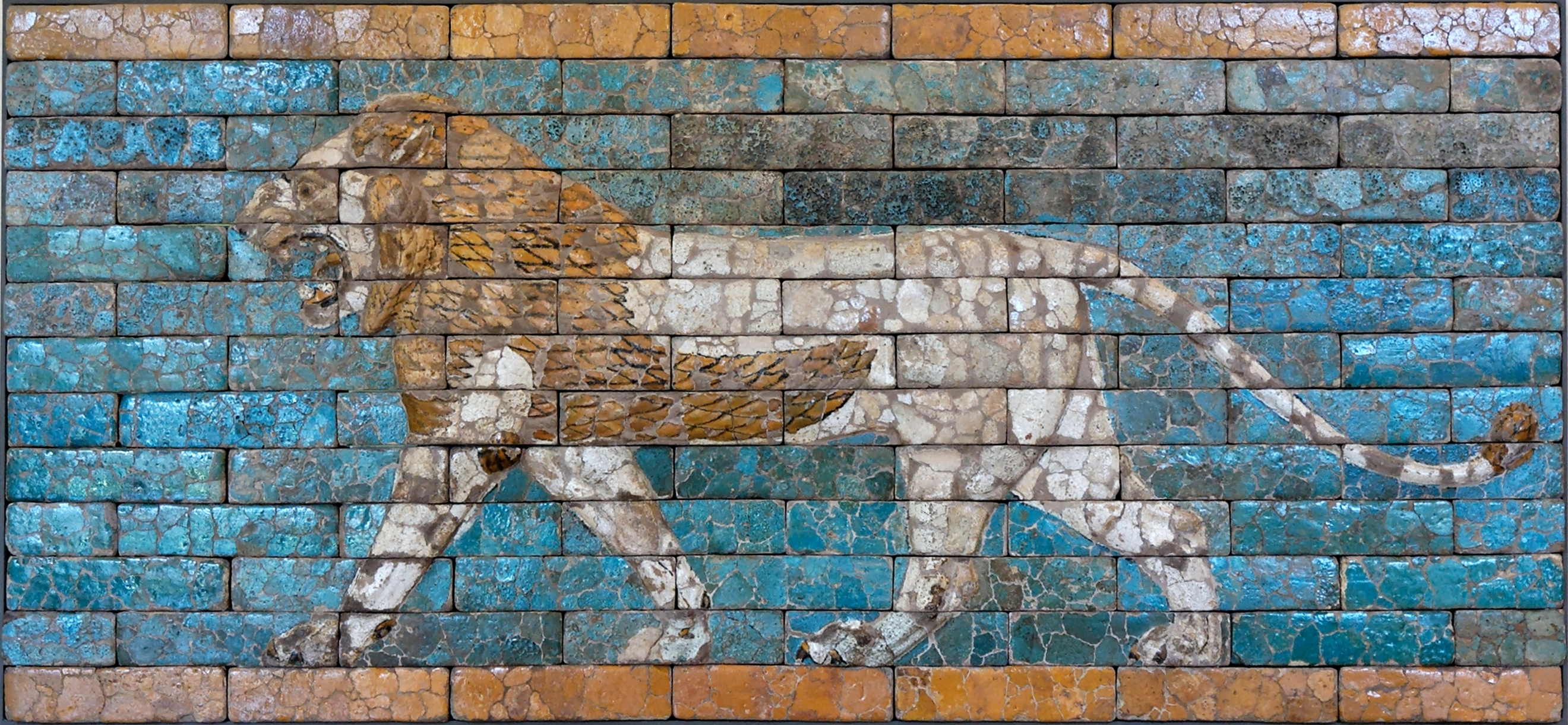
Terracotta leeuw uit de Babylonische periode

## Deel van het Perzische Rijk
Cyrus II veroverde in 539 v. Chr. Babylon, nadat hij het volk beloofde de Babylonische traditie en goden te eerbiedigen, wat hij ook waarmaakte.

## Hellenisme

### Alexander de Grote
In 331 v. Chr. won Alexander de Grote de Slag bij Gaugamela tegen de Perzen en zo werd Irak een deel van het Macedonische Rijk.

### Diadochentijd
Na de dood van Alexander braken de diadochenoorlogen uit en na de Slag bij Ipsos (301 v. Chr.) werd het Alexandrijnse Rijk definitief verdeeld. Mesopotamië behoorde nu tot het Seleucidische Rijk.

## Parthen
Met de slag bij Ecbatana (129 v. Chr.), waarbij koning Antiochus VII Euergetes Sidetes om het leven kwam, werd Mesopotamië een deel van het Partische Rijk. Toen Mithridates II de Grote, Mithridates VI van Pontus steunde in de herovering van Anatolië kwamen de Parthen voor het eerst in contact met de Romeinen, wat later zal escaleren in de Romeins-Parthische oorlogen.
Tijdens de regeerperiode van de keizers Trajanus en Septimius Severus werd het gebied een provincia van het Romeinse Rijk, Mesopotamia.

## Romeins-Sassaniden oorlogen (226-476)
Met de val van het Parthische Rijk, kwam er een nieuwe speler in de regio, de Perzische Sassaniden. Dit verhinderde niet dat de Romeins-Perzische oorlogen in alle hevigheid verder woeden.

## Byzantijns-Sassanidische oorlogen (476-628)
Na de val van het West-Romeinse Rijk in 476, bleef het oostelijke deel nog over, beter gekend onder de naam Byzantium met als hoofdstad Constantinopel. Voor de Romeins-Perzische oorlogen, maakte dat in wezen geen verschil uit. Op het eind van de oorlogen waren beide partijen volledig uitgeput. Als twee honden vechten om een been, loopt de derde ermee heen.

## Arabische verovering en de komst van de islam
Nog tijdens het leven van de profeet Mohammed veroveren de Arabieren het gehele Arabische Schiereiland. Met de Slag bij al-Qādisiyyah (636) veroverden ze Irak en vele andere gebieden op het Perzische Rijk en het Byzantijnse Rijk. Nadat in 661 de neef en schoonzoon van Mohammed, Imam Ali, door de Omajjaden nabij de stad Koefa gedood werd, regeerde de dynastie van de Omajjaden gedurende 90 jaar over Irak.

## Kalifaat van de Abbasiden
In 749 verslaan de Abbasiden de Omajjaden eveneens nabij de stad Koefa. Al-Mansoer, de tweede Abassadische kalief stichtte in 762 de nieuwe hoofdstad, Bagdad.  Deze periode onder de Abbasiden wordt wel beschouwd als de bloeitijd van de islam. Met name onder kalief Haroen ar-Rashid komen kunst en wetenschappen tot grote bloei. Het enorme rijk blijkt echter lastig te besturen en in diverse plaatsen vinden dan ook opstanden plaats en krijgen lokale heersers meer macht. Een van die opstanden is de Zanj-opstand van 869 - 883.

### Boejiden
In 935 verliest de kalief zijn wereldlijke macht en valt het Arabische Rijk uiteen. Lokale emirs en sultans nemen de macht in handen in vele kleine staatjes. Zij blijven echter wel de titel van de kalief erkennen. In 945 veroverden de sjiitische Boejiden de hoofdstad, Bagdad.
Kort later wordt in Egypte echter het Kalifaat van de Fatimiden gesticht. Dit is een "tegen-kalifaat" bestaande uit Isma'ilieten, een sjiitische stroming die dus het gezag van de kalief niet erkent.
In 1055 regeert Sultan Toghril Beg van de soennitische Seltsjoeken uit Bagdad als waarnemer voor de Abbasidische kaliefen. De echte macht ligt nu dus bij het Turkse volk van de Seltsjoeken, niet meer bij de Arabieren.

## Deel van het Mongoolse Rijk

### Il-kanaat
In 1258 viellen de Mongolen onder Hülegü Bagdad binnen en vernietigden de stad vrijwel geheel. Een van de grootste beschavingen uit de geschiedenis kwam daarmee definitief tot zijn einde. De macht die het tweestromenland toen had, zag het daarna nooit meer terug. Irak werd een deel van het Il-kanaat. Enkele familieleden van de Kaliefen van de Abbasiden slaagden erin te vluchten naar de Mammelukkensultanaat Caïro, waar ze titel verder zullen waarnemen tot de komst van de Ottomanen in 1517.

### Jalayiriden
De Jalayiriden waren een Mongoolse dynastie die over Irak, Azerbeidzjan en Perzisch Irak heerste na het uiteenvallen van het Il-kanaat rond 1330. Het Jalayiriden sultanaat bestond ongeveer vijftig jaar totdat Timoer Lenk de regio binnenviel.

### Timoer Lenk
De eerste maal dat Timoer Lenk, Bagdad binnenviel was in 1393 en hij eiste de onvoorwaardelijke overgave, maar sultan Ahmet van de Jalayiriden vluchtte weg. Na het vertrek van Timoer, nam Kara Yusuf leider van de Kara Koyunlu, de vrijgekomen plaats in. In 1401 was Timoer terug in Bagdad en eiste deze maal de uitlevering van Ahmet en Yusuf, maar beiden waren gevlucht naar het Ottomaanse Rijk. Als straf maakte Timoer, Bagdad gelijk met de grond en gaf de opdracht aan iedere soldaat, twee afgesneden hoofden mee te brengen. Bij het verlaten van de stad stond enkel nog een schedeltoren.
Na de dood van Timoer in 1405 keerde Ahmet terug naar Bagdad en Yusuf naar Tabriz (Iran). Lang zal hun verstandhouding niet duren. Ahmet viel Yusuf aan, verloor de slag en werd geëxecuteerd (1410). Vanaf 1411 was Perzië-Irak in handen van de Kara Koyunlu of de Zwarte Schapen.

## Zwarte en Witte schapen
Rond 1440 kreeg Jahan Shah van de Zwarte Schapen het aan de stok met Oezoen Hasan leider van de Ak Koyunlu of witte schapen. De strijd zal worden beslecht tijdens de Slag bij Chapakchur (1467), waar Oezoen Hasan, Jahan Shah, versloeg, dit betekende het begin van de heerschappij van de Ak Koyunlu in West-Azië.
Ismail I van de Safawiden, zoon van Sheik Haydar, een opstandige generaal, nam wraak op de moord op zijn vader en veroverde in 1501 de hoofdstad Tabriz en in 1508 Bagdad.

## Osmaanse Rijk
In 1516 begonnen de Turken van het Osmaanse Rijk met veroveringsoorlogen in het Midden-Oosten. In 1534 werd Bagdad veroverd en in 1546 Basra. Hierna bleef het huidige Irak tot de Eerste Wereldoorlog onder Ottomaans bewind, al hadden de inwoners een zekere autonomie.
In het zuiden, waar Irak grensde aan het onafhankelijke Arabië, kwamen enkele opstanden voor. Zo veroverden de Saoedi's in 1801 (of 1802) de steden Najaf en Karbala, waar zij de sjiitische heiligdommen, de Imam Alimoskee en de Imam Hoesseinmoskee, verwoestten. De Ottomanen wisten daarna de orde te herstellen.

## Onder Britse bezetting
Voor de Eerste Wereldoorlog hadden de Britten reeds voet aan wal via de Anglo-Persian Oil Company. Toen het Ottomaanse Rijk zich aansloot bij de Centrale mogendheden was dit voldoende reden om Mesopotamië binnen te vallen, de Mesopotamische campagne. Na veel moeite veroverden de Britten in 1917 Bagdad. In 1916 in volle oorlog werd het geheime Sykes-Picotverdrag getekend, waarbij het Midden-Oosten werd verdeeld in een Britse en een Franse zone. De landsgrenzen van het Nieuwe Irak werden hier getekend, zonder rekening te houden met de bevolkingsgroepen. Op 10 januari 1919 werd het gebied officieel losgemaakt van het Ottomaanse Rijk. Op 11 november 1920 wordt het gebied, de Ottomaanse provincies Basra, Bagdad en Mosul, hernoemd tot "Iraakse staat" als mandaatgebied van de Volkenbond (zie Conferentie van San Remo). Dit lokte een opstand uit die door de Britten met alle middelen werd bestreden. Ook de massale inzet van gifgas werd niet geschuwd. 450 Britten kwamen om. 10.000 Irakezen vinden de dood.

## Koninkrijk Irak
Het Verenigd Koninkrijk bestuurde in eerste instantie het nieuwe land. Twee verdragen, een in 1922 en een tweede in 1930 leidden tot het nieuwe Koninkrijk Irak. De Britten installeerden Faisal Ibn Hoessein, een zoon van Hoessein ibn Ali, als koning. Op 3 oktober 1932 verliep het mandaat en werd Irak een zelfstandig land. In totaal regeren drie koningen: Faisal I van Irak (1932-1933), Ghazi van Irak (1933-1939) en Faisal II van Irak (1939-1958).
In 1933 vond in het noorden van het land de Genocide van Simele plaats. Het Irakese leger vernietigde tientallen christelijke Assyrische dorpen en vermoordde daarbij duizenden Assyriërs.

## Republiek
De panarabische ideeën van Gamal Abdel Nasser van Egypte sloegen over naar Irak. In 1958 werd een staatsgreep uitgevoerd waarbij koning Faisal II van Irak om het leven gebracht werd en de republiek uitgeroepen. Sindsdien werd het land geregeerd door een serie sterke militaire soennitische leiders.

### Ba'ath-partij
Op 17 juli 1968 nam de Ba'ath-partij onder leiding van Ahmad Hassan al-Bakr de macht over. Op zijn beurt kwam Saddam Hoessein in 1979 aan de macht.

#### Irak-Iranoorlog
Territoriale conflicten met Iran leidden tot een inclusieve en kostbare oorlog, die acht jaar duurde en aan beide zijden zeer veel mensenlevens heeft gekost, de Irak-Iranoorlog (1980-1988). Dit werd indertijd de Golfoorlog genoemd.
Eind de jaren 1970 was Irak in het bezit van een Franse nucleaire reactor genoemd Osirak of Tammuz 1. De constructie begon in 1979. In 1980 raakte de reactor beschadigd door een Iraanse luchtaanval. Op 7 juni 1981 voordat de reactor vervolledigd was, vernietigt de Israëlische luchtmacht (tijdens Operatie Opera) de reactor en het Iraakse nucleaire programma.

#### Al-anfal-campagne
Tijdens de Irak-Iran-oorlog startte het Iraakse leger de al-Anfal-campagne die tegen de Koerden gericht was.
Zowel tijdens de oorlog als al-Anfal werd voornamelijk door Irak op grote schaal gifgas gebruikt. De Nederlander Frans van Anraat werd in 2005 in Nederland veroordeeld wegens medeplichtigheid aan deze schendingen van de Geneefse Conventies (oorlogsmisdaad). Het gebruik van gifgassen om een Iraaks-Koerdische opstand in het plaatsje Halabja te bestrijden, werd later een bekend voorbeeld van de onderdrukking door Hoessein.

#### Koeweitoorlog en internationale boycot

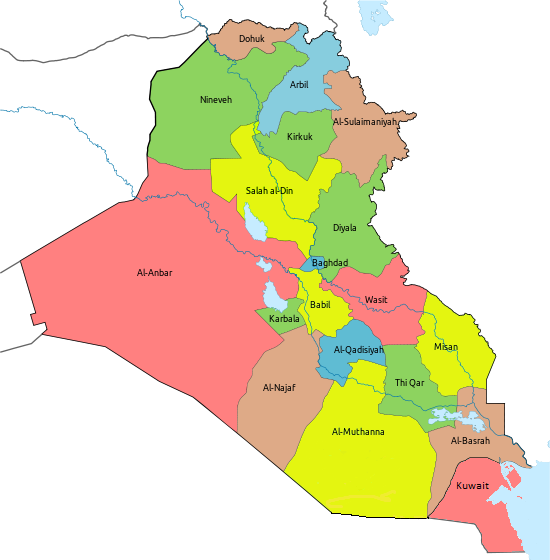
Irak beschouwde Koeweit als 19de gouvernement.

In augustus 1990 bezette Irak het olierijke buurland Koeweit, waar het al heel lang eigendomsrecht over claimde, zich baserend op het eigenmachtig losmaken van Koeweit door de Britse bezettingsmacht van Iraq in 1899. Het kleine Koeweit bood weinig weerstand. Na een bezetting van bijna zeven maanden werd het Iraakse leger verdreven door geallieerde VN-strijdkrachten onder leiding van de VS. Nederlandse en Belgische mariniers deden mee onder Belgisch commando. Deze opeenvolging van gebeurtenissen wordt meestal de Eerste Golfoorlog genoemd (ook wel de Tweede Golfoorlog, als de Iran-Irakoorlog als de eerste wordt gezien). De fase van de bevrijding kreeg de naam "Operatie Desert Storm" mee.
Tijdens de oorlog vuurden de Irakezen Scud-raketten af op Saoedi-Arabië en Israël. Uit vrees de regio te destabiliseren, zetten de geallieerden hun aanval niet door. Het VN-mandaat strekte ook niet verder dan de bevrijding van Koeweit. Interne opstanden van zowel Koerden als sjiieten werden op bloedige wijze onderdrukt.
Na de bevrijding van Koeweit eiste de Veiligheidsraad van Irak dat het alle in zijn bezit zijnde massavernietigingswapens en lange-afstandraketten zou vernietigen. Bovendien werd toelating van VN-wapeninspecteurs afgedwongen, met name om te trachten te voorkomen dat het land kernwapens en biologische wapens zou ontwikkelen. Daarbovenop kwamen internationale handelssancties als straf voor het niet nakomen van relevante resoluties van de VN-Veiligheidsraad. Juist de bevolking werd door deze sancties zwaar getroffen. De VN-wapeninspecteurs hadden na 4 jaar zoeken niets gevonden, totdat een gevluchte hoge officier van Sadam Hoessein 25 locaties aanwees van fabrieken voor massavernietigingswapens.
Het luchtruim in het noorden en het zuiden van Irak werd daarna overgenomen door de VS, Frankrijk en Engeland, volgens deze landen als uitvloeisel van VN-resolutie 688. Maar enkele andere leden van de VN-Veiligheidsraad waaronder Rusland en China verzetten zich hier tegen, temeer daar resolutie 688 niet geschaard werd onder hoofdstuk VII van het Handvest van de Verenigde Naties en dus geen gebruik van geweld autoriseerde. Ook zou Frankrijk zich later terugtrekken, vanwege de aanhoudende bombardementen die de VS en Engeland uitvoerden in de "no fly zones".

### Irakoorlog

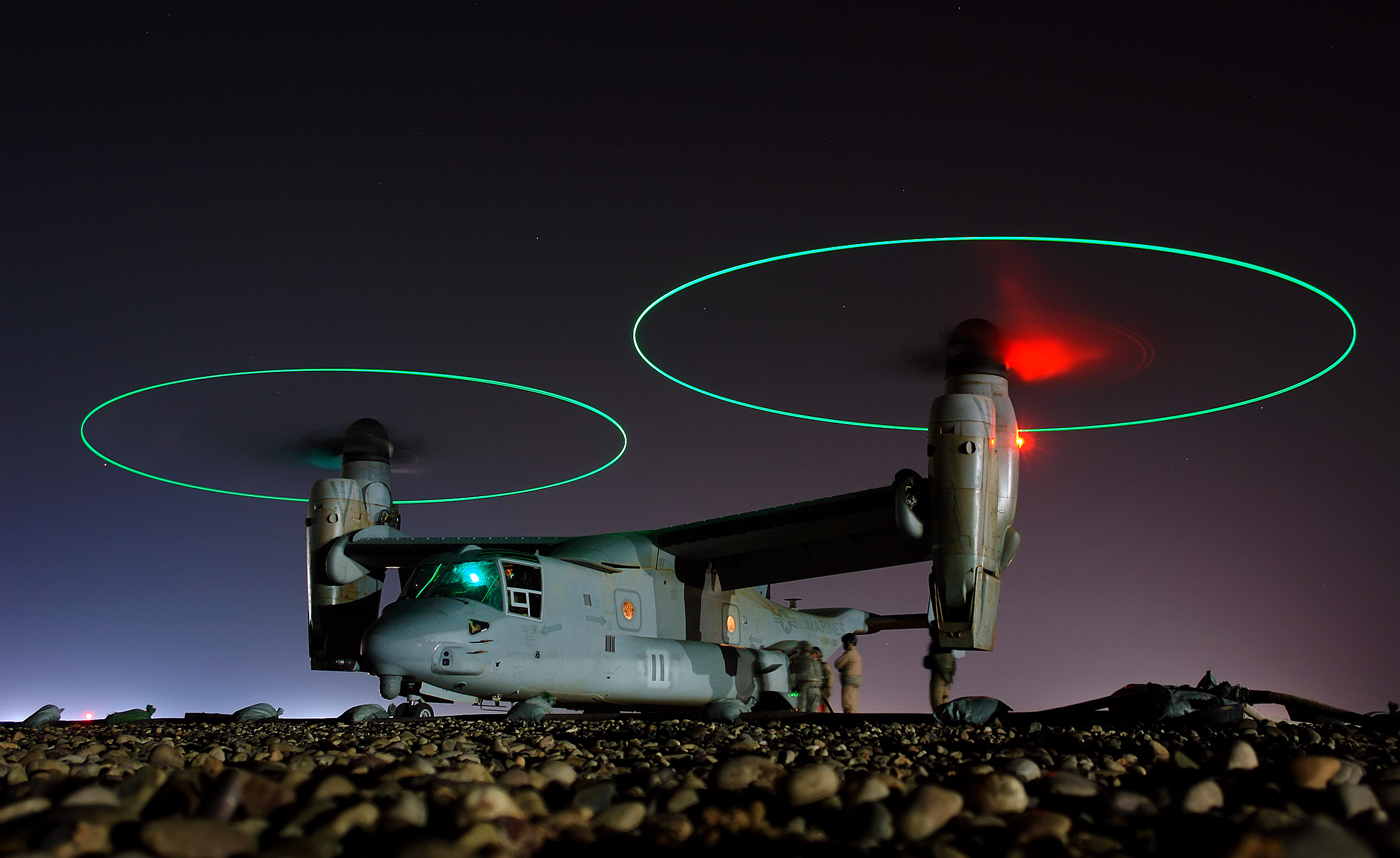
Amerikaanse mariniers in Irak bevoorraden een V-22 Osprey-toestel

In 2003 werd Saddam Hoessein alsnog verdreven na een - veel kleinere en ditmaal niet door de VN gesteunde - aanval van een internationale coalitie, onder leiding van de VS en diens president George W. Bush. Deze actie wordt meestal de Irakoorlog genoemd (maar ook wel de Tweede Golfoorlog of de Derde Golfoorlog, als de Iran-Irakoorlog als de eerste wordt gezien). De Amerikaanse militaire naam was Operation Iraqi Freedom.
De aanleidingen voor deze oorlog waren de volgende:
- Irak zou massavernietigingswapens hebben en produceren.
- Irak zou onderdak bieden aan terroristen, waaronder al Qaida
- Saddam Hoessein zou een gevaar zijn voor de stabiliteit in de regio.
- Saddam Hoessein zou met een dictatoriaal regime zijn volk onderdrukken, waaronder de Koerden en andere etnische groeperingen.

Naast de VS werd deze oorlog ook gesteund door onder meer Japan, Turkije, Ethiopië, het Verenigd Koninkrijk, Italië, Spanje, Polen en Australië. Ook Nederland gaf politieke en zeer lichte, ondersteunende militaire steun. Bekende weigeraars waren China, Rusland, Duitsland, Egypte, Frankrijk, Syrië en België.
De oorlog werd officieel over verklaard op 1 mei 2003. Na de verovering van Bagdad werd in Irak een stabilisatiemacht geïnstalleerd: SFIR (Stabilisation Force Iraq). Nederland doet samen met andere landen aan deze stabilisatiemacht mee, met 1100 militairen.
Na een korte overgangsperiode kwam de macht in handen van de Coalition Provisional Authority onder leiding van de Amerikaan Paul Bremer. Al vrij snel na de Amerikaans-Britse veroveringen ontstond een geregelde vorm van Iraaks verzet.

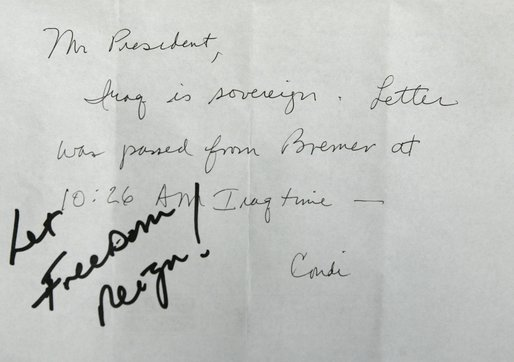
Notitie aan president Bush aangaande de soevereiniteitsoverdracht aan Iraq op 28 juni 2004 met aantekening van Bush Let Freedom Reign

Op 28 juni 2004 werd de macht overgedragen aan een Iraakse interim-regering onder leiding van premier Iyad Allawi. Ghazi al-Yawar werd interim president. Dezen moesten het land klaar maken voor verkiezingen van 30 januari 2005. Met name de soennieten hadden bij de verkiezingen veel te verliezen: mogelijk zou het land voor het eerst door de sjiietische meerderheid bestuurd worden.
De verkiezingen verliepen in het algemeen redelijk succesvol. De opkomst bedroeg 58% van de geregistreerde kiezers. Veel soennieten boycotten de verkiezingen echter. De winnaar werd de Verenigde Iraakse Alliantie, met 48% van de stemmen. Tweede werd de Koerdische partij. Na afloop van de verkiezingen verklaarden de partijen gezamenlijk aan de toekomst van Irak te willen werken.
De coalitie-onderhandelingen verliepen relatief moeizaam. Uiteindelijk werden de belangrijkste posten en de etnische posten min of meer langs etnische lijnen verdeeld. Jalal Talabani, een Koerd, werd (interim-)president, Ibrahim Jaafari, een sjiiet, werd (interim-) premier (de belangrijkste functie) en de voorzitter van het parlement werd een soenniet.
De interim-regering werd gepresenteerd op 28 april 2005 en bestond uit 32 ministers en 4 vicepremiers. Ook deze ploeg was (is) langs etnische lijnen verdeeld. De 36 personen tellende regering bestond uit 16 sjiieten, 8 Koerden, vijf soennieten, een christen en een Turkmeen.
De nieuw gekozen regering moest een ontwerp-grondwet maken. Deze nieuwe grondwet werd uiteindelijk op 28 augustus voorgelezen in het parlement, maar er werd door de parlementariërs niet over gestemd. De grondwet bepaalde dat veel macht, inclusief de verdeling van de olie-inkomsten naar federaties gaat en dat de centrale staat dus minder macht krijgt. In een referendum in oktober 2005 werd de grondwet goedgekeurd.
Op 15 december 2005 vonden voor het eerst verkiezingen volgens die grondwet plaats. Wederom won de sjiitische Verenigde Iraakse Alliantie de verkiezingen, maar zonder een absolute meerderheid in het parlement te behalen. Na afloop werden onderhandelingen opgestart voor een brede coalitie.
Op 22 februari 2006 leidde de aanslag op de Gouden Moskee tot een hevige opleving van de toch al heftige conflicten tussen de soennitische en sjiitische groeperingen.
Volgens de Verenigde Naties zijn er in 2006 in Irak meer dan 34.000 burgers door geweld omgekomen. Wel is vanaf de zomer van 2007 het geweld afgenomen.

### Van opstand naar burgeroorlog
Op 18 december 2011 verlieten de Amerikaanse troepen na meer dan 8 jaar Irak.
Hierop ontstond een chaotische situatie, waarin meerdere groeperingen zich met geweld tegen de centrale overheid keerden, met tevens sektarisch geweld tussen religieuze groeperingen.
Soennitische milities voerden aanvallen uit op de meerderheid van de sjiitische bevolking. De burgeroorlog die hier op volgde versmolt zich met de Syrische Burgeroorlog.
De opstand escaleerde verder in 2014, na de verovering van Mosul en belangrijke gebieden in Noord-Irak door de soennitische terroristenbeweging Islamitische Staat (in Irak en de Levant) (ISIS).

### Diverse heersers
- Hammurabi (1792-1750 v.Chr.) was de zesde en meest bekende van de Amoritische dynastie.
- Nebuchadnezar I (Nabu-kudurri-usur; c. 1119 v.Chr.-c. 1098 v.Chr.) was de meest bekende heerser van de tweede dynastie van Isin.
- Nebuchadnezar II - (604 v.Chr. - 562 v.Chr.), Babylonische koning; onder zijn regime zette het verval van het rijk zich in.
- Belshazar - Babylonische koning, verval van het Babylonische rijk. In 130 v.Chr. werd het veroverd door de Parthen.